# فرانك ثورنتون
فرانك ثورنتون (25 أكتوبر 1898 بليستر في المملكة المتحدة - 8 سبتمبر 1987 في المملكة المتحدة) (بالإنجليزية: Frank Thornton)‏ هو لاعب كريكت بريطاني وبريطاني (وحمل سابقاً جنسية المملكة المتحدة لبريطانيا العظمى وأيرلندا). لعب مع نادي مقاطعة نورثامبتونشير للكريكت ‏.

## وصلات خارجية
- فرانك ثورنتون على موقع إي آس بي آن كريك إنفو (الإنجليزية)